# Pascale Schnider
Pascale Schnider, verh. Iavarone-Schnider (* 18. Oktober 1984 in Flühli), ist eine ehemalige Schweizer Radrennfahrerin.

## Sportliche Laufbahn
Ab Mitte der 2000er Jahre war Pascale Schnider eine der erfolgreichsten und vielseitigsten Radsportlerinnen der Schweiz. 2005 wurde sie in Fiorenzuola d’Arda Europameisterin (Nachwuchs) im Scratch auf der Bahn und 2006 in Athen Vize-Europameisterin in der Einerverfolgung. Bei den UCI-Bahn-Weltmeisterschaften 2010 belegte sie in der Verfolgung Rang elf.
Nachdem Schnider schon mehrfach bei Schweizer Strassenmeisterschaften auf dem Podium gestanden hatte, wurde sie 2010 nationale Meisterin im Einzelzeitfahren. 2011 gelang ihr der dreifache Triumph mit dem Sieg der Schweizer Meisterschaften im Bahn-Omnium, im Einzelzeitfahren sowie im Strassenrennen. 2012 beendete sie ihre Radsportlaufbahn zunächst, nachdem sie insgesamt sieben nationale Titel auf Bahn und Strasse errungen hatte.
2017 hatte Schnider ein kurzes Comeback und belegte bei den Schweizer Meisterschaften im Zweier-Mannschaftsfahren gemeinsam mit Desirée Ehrler Rang drei.

## Erfolge

### Bahn
2001
- Schweizer Meisterin – Omnium

2004
- Schweizer Meisterin – Omnium

2005
- Europameisterin (U23) – Scratch
- Europameisterschaft (U23) – Einerverfolgung

2006
- Europameisterschaft (U23) – Einerverfolgung

2010
- Schweizer Meisterin – Omnium

2011
- Schweizer Meisterin – Einzelzeitfahren

### Strasse
2008
- Mannschaftszeitfahren Open de Suède Vårgårda (mit Priska Doppmann, Karin Thürig, Christiane Soeder, Carla Ryan und Sarah Düster)

2010
- Schweizer Meisterin – Einzelzeitfahren

2011
- Berner Rundfahrt

2011
- Schweizer Meisterin – Strassenrennen, Einzelzeitfahren